# 扎波里日亚 (卢甘斯克州)
扎波里日亚（烏克蘭語：Запоріжжя），是烏克蘭東部盧甘斯克州的市級鎮，距離傑巴利采韋25公里，始建於1913年，面積2.2平方公里，2011年人口940，人口密度每平方公里427.27人。

## 历史
自2014年起，该镇由俄军控制。
2020年7月之前，该市级镇由紅盧奇市议会管辖。2020年7月乌克兰行政区划改革后，该镇划归罗韦尼基区赫鲁斯塔利内市镇。然而该区的领土被卢甘斯克人民共和国实际控制，故2020年之前原有的行政区划继续使用。